# ضفيرة أبهرية صدرية
الضفيرة الأبهرية الصدرية (بالإنجليزية: Thoracic aortic plexus)‏ هي ضفيرة ودية في المنطقة الأبهرية الصدرية.

## روابط خارجية
- تشريح دارتموث figures/chapter_32/32-6.HTM